# Cathédrale Saint-Théodorit d'Uzès
La cathédrale Saint-Théodorit d'Uzès est une ancienne cathédrale catholique située à Uzès dans le département du Gard, en France. Construite à partir de 1090, elle était le siège de l'ancien diocèse d'Uzès jusqu'à la Révolution.
Son clocher, la tour Fenestrelle, fait l’objet d’un classement au titre des monuments historiques par la liste de 1862.L'ensemble de la cathédrale fait l’objet d’un classement au titre des monuments historiques depuis le 3 juillet 1963.

## Histoire
La cathédrale Saint-Théodorit est construite à partir de 1090 sur l'emplacement d'un temple romain, un premier édifice de style roman portait l'empreinte de l'influence de l'ordre de Cluny.
Démolie partiellement pendant la croisade des Albigeois (1177), reconstruite, puis le 13 mai 1563 (en même temps que le palais épiscopal), au début des guerres de religion, la cathédrale du Moyen Âge subit une destruction totale en 1621. Seul le campanile, la tour Fenestrelle, resta debout, mais amputé de deux étages.
Reconstruite de 1642 à 1663, elle a été transformée intérieurement (réduction du chœur) au lendemain du concordat de 1801, lorsque, l'évêché d'Uzès étant supprimé, il fallut adapter le lieu à sa nouvelle fonction d'église paroissiale. La façade de style néo-roman fut plaquée en 1873 sur l'ancien édifice. L'intérieur, voûté d'ogives, était vraisemblablement plus riche qu'il n'apparaît aujourd'hui. Dans les chapelles entourant le chœur subsistent quelques belles traces de peinture aux plafonds et sur les murs. Une grande partie du mobilier a disparu lors de la Révolution, sauf l'orgue, parmi les plus beaux de la région, encadré de volets peints en gris et or du XVIIe siècle (1685).

## Description

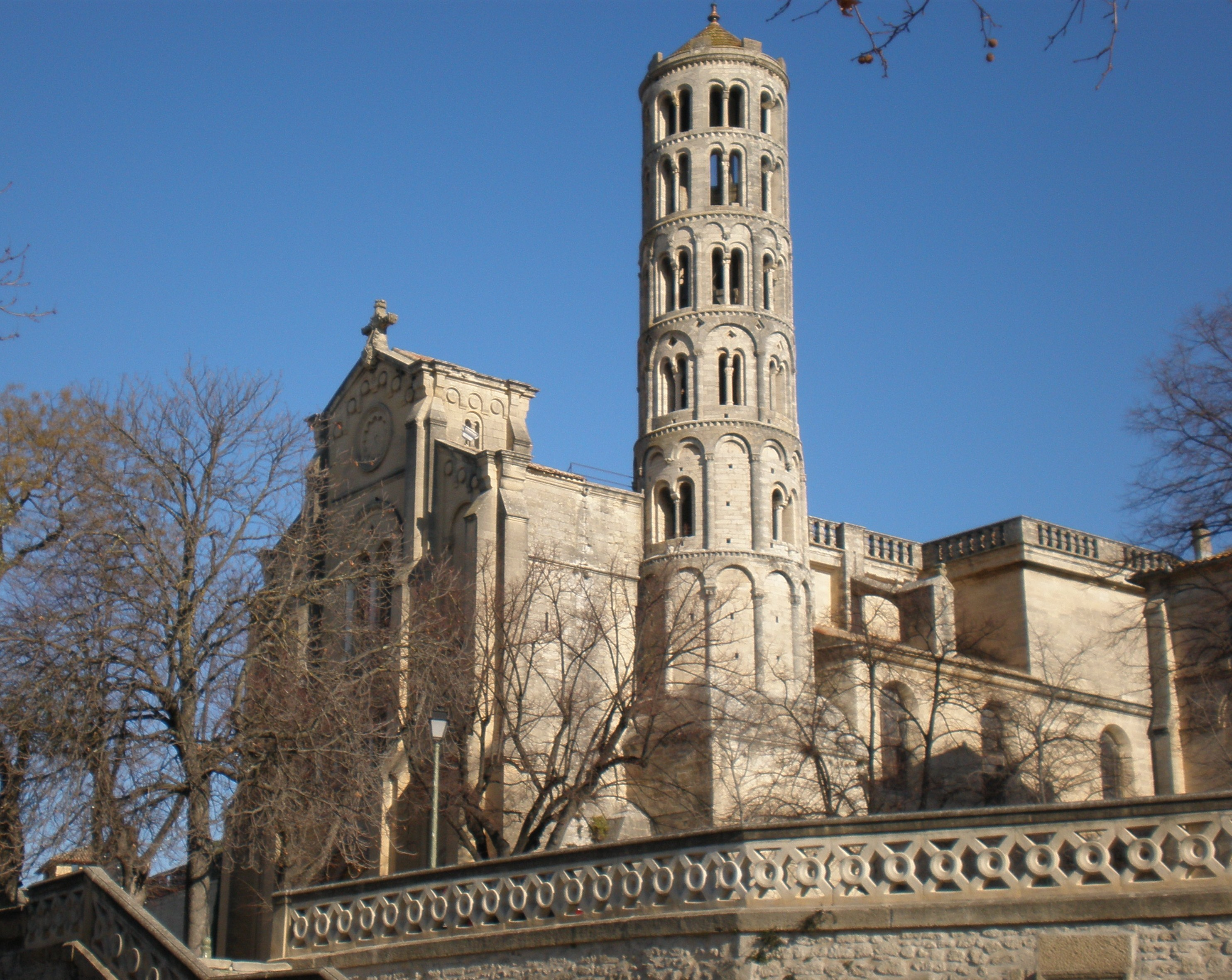
La cathédrale, façade, tour Fenestrelle et nef.

### La façade actuelle
Plaquée sur l'ancienne façade du XVIIe siècle en 1873, l'utilisation d'une pierre différente ainsi que les éléments de sculpture et modénature assez plats dénaturent quelque peu ce bel édifice... Statues de saint Pierre à gauche tenant les clés et saint Paul à droite. Sur le tympan : une Vierge à l'Enfant entourée des saints Firmin et Ferréol, évêques d'Uzès au VIe siècle.

### L'intérieur
Sobre, le style classique adopté est celui de la contre-réforme, en vogue sous Louis XIV. Voutement sur croisées d'ogives atteignant 18 mètres d'élévation. Remarquable par ses grandes tribunes aux balcons de fer forgé richement ouvragé et les galeries construites après la révocation de l'édit de Nantes 1685, pour y loger durant les offices les « Nouveaux Convertis ». Grilles en fer forgé gris et or.
À l'entrée2 tableaux de Simon de Châlons, maître de l'école d'Avignon datés de 1550 : La Résurrection de Lazare et la Résurrection du Christ.
À gaucheAutel reliquaire (XIXe siècle) de saint Firmin, évêque d'Uzès de 538 à 553. Il eut un rôle important dans l'histoire de la cité et de l'église locale. Vénéré comme protecteur des esprits faibles.
Vitraux  (1868) en demi-cercleSainte Thérèse d'Avila, saint Théodorit, saint Jacques pèlerin et saint Joseph.
Chapelle saint-JosephTableau : La Mort de saint Joseph. Peintures, reprises au XIXe siècle, attribuées à Subleyras. Grands tableaux déposés du chœur : Le Martyre de saint Théodorit et Saint Firmin convertissant les Gabales.
Vitraux  (1868) supérieurs
- nord : saint Firmin ;
- sud : saint Théodorit, patron de la cathédrale, prêtre d'Antioche, martyrisé au IVe siècle. Ses reliques ont été rapportées par le seigneur d'Uzès, au retour des Croisades.

Chapelle Notre-Dame de la MerciAutel en bois XVIIIe siècle. Même décor que l'autre chapelle.
SacristiesSoiseries et tableaux. Ne se visitent pas.
Vitraux  (1868) en demi-cercleSainte-Catherine, la vierge Marie et sainte Marie-Madeleine.
Chapelle de l'Immaculée Conceptionconstruite en 1876, en mauvais état.
Mausolée et stèle funéraireCeux de Mgr Bonaventure Baüyn, 63e évêque d'Uzès de 1737 à 1779. Bâtisseur de l'hôpital d'Uzès et de l'église Saint-Étienne.

### Le chœur

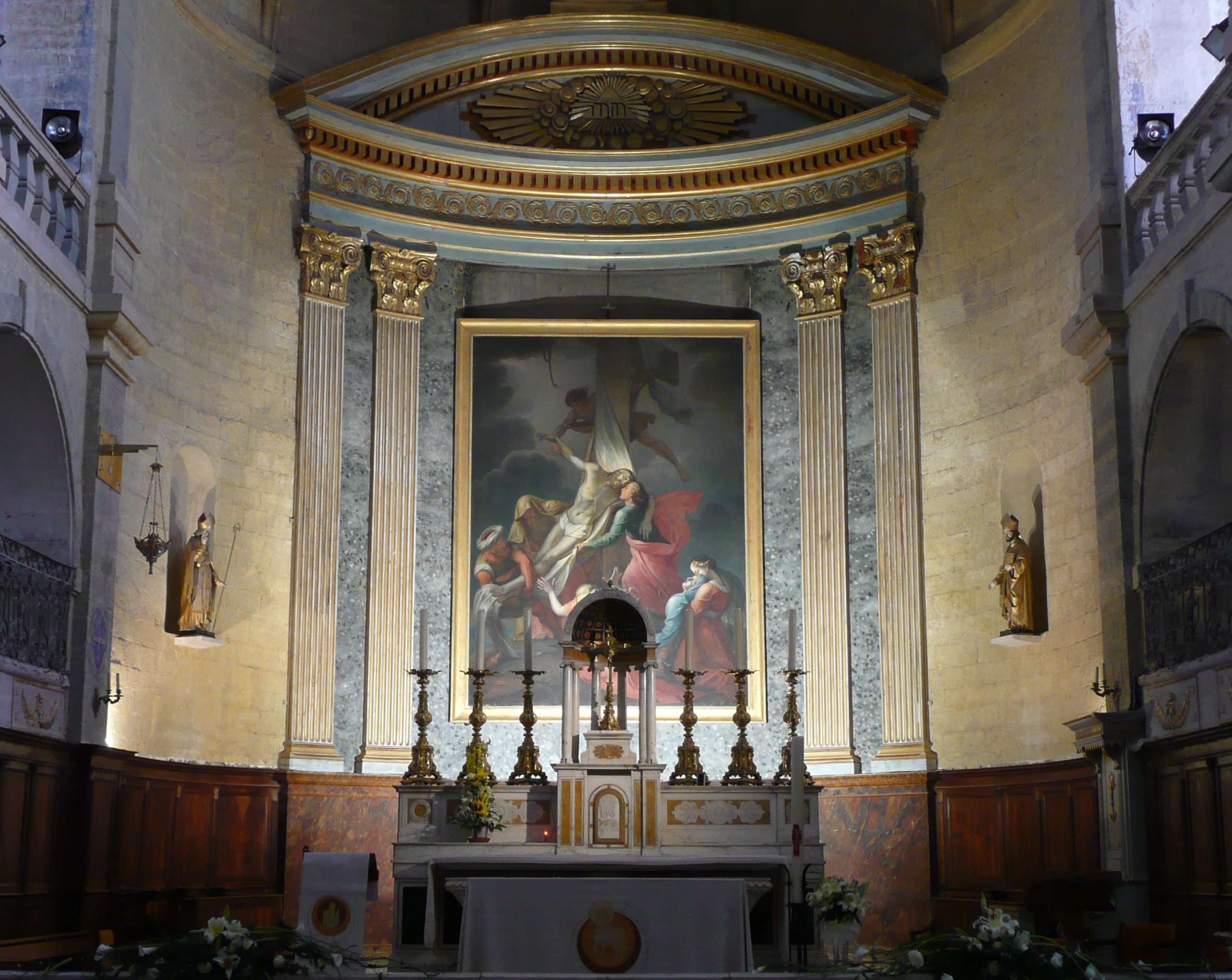
Le chœur

- Table de Communion, 1891, en marbre blanc, armes du pape, de l'évêque, du chapitre et de la cathédrale, don de Paul Foussat.

- Maître-autel  en marbre (1827) sur le modèle de celui de l'église Saint-Pierre d'Avignon. Le sol date de 1936. Autel face au peuple récent.

- Stalle claire du célébrant faisant pendant au trône de l'évêque (déposé).

- Tableau monumental : la Descente de Croix de Lair (1827). Offert par le gouvernement. Surplombé du Triangle du Dieu-Trinité et du nom de Dieu en hébreu. Décor Restauration qui masque la fenêtre centrale.

### Les grandes orgues

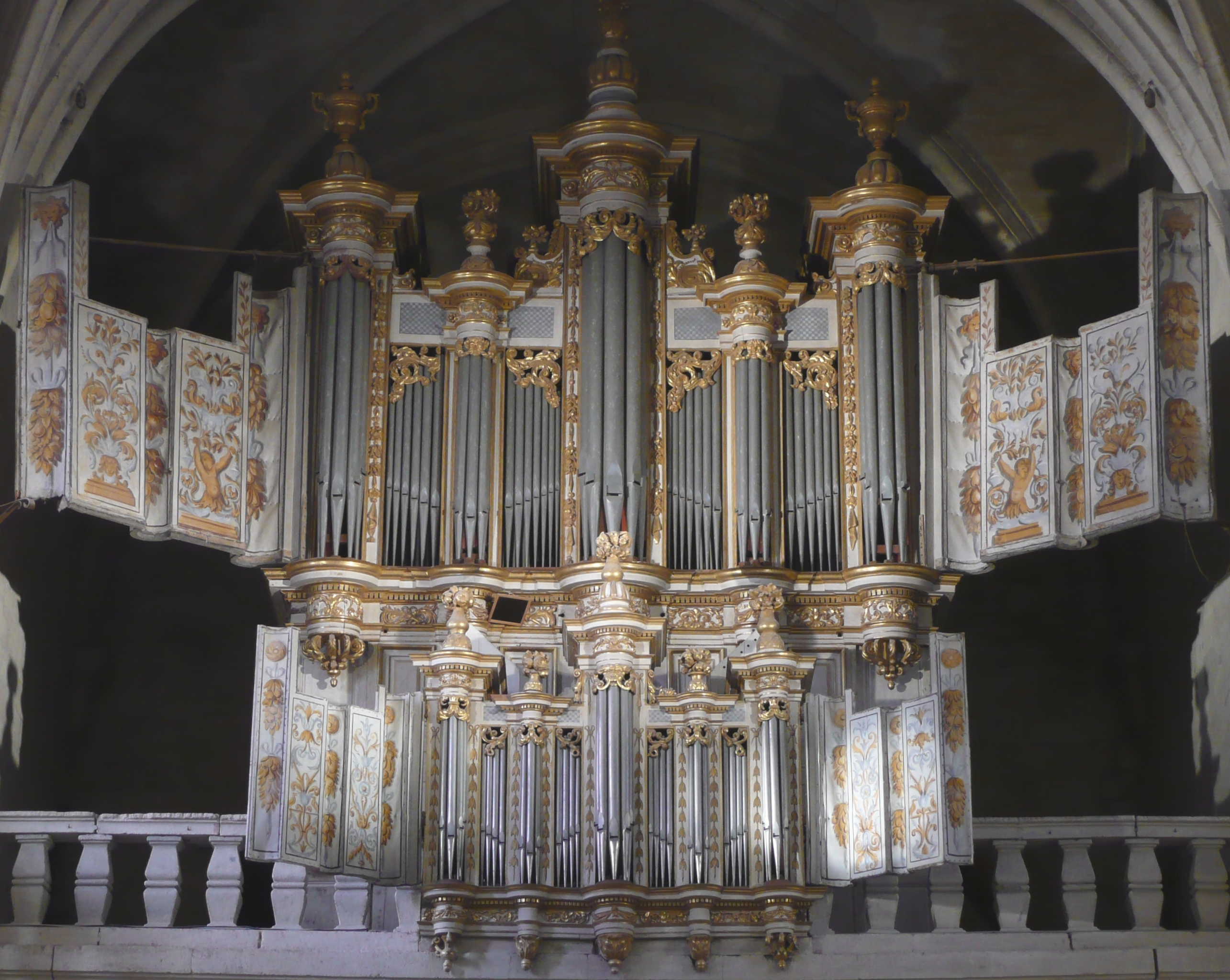
L'orgue

Réputées pour leur double buffet du XVIIe siècle, peint et doré, encore pourvu de ses volets originels (cas unique en France avec celui du triforium de la cathédrale de Metz), leur partie instrumentale est aussi célèbre et témoigne d'une des plus belles réussites de l'administration des Monuments Historiques en matière de restauration d'orgues.

### La tour Fenestrelle

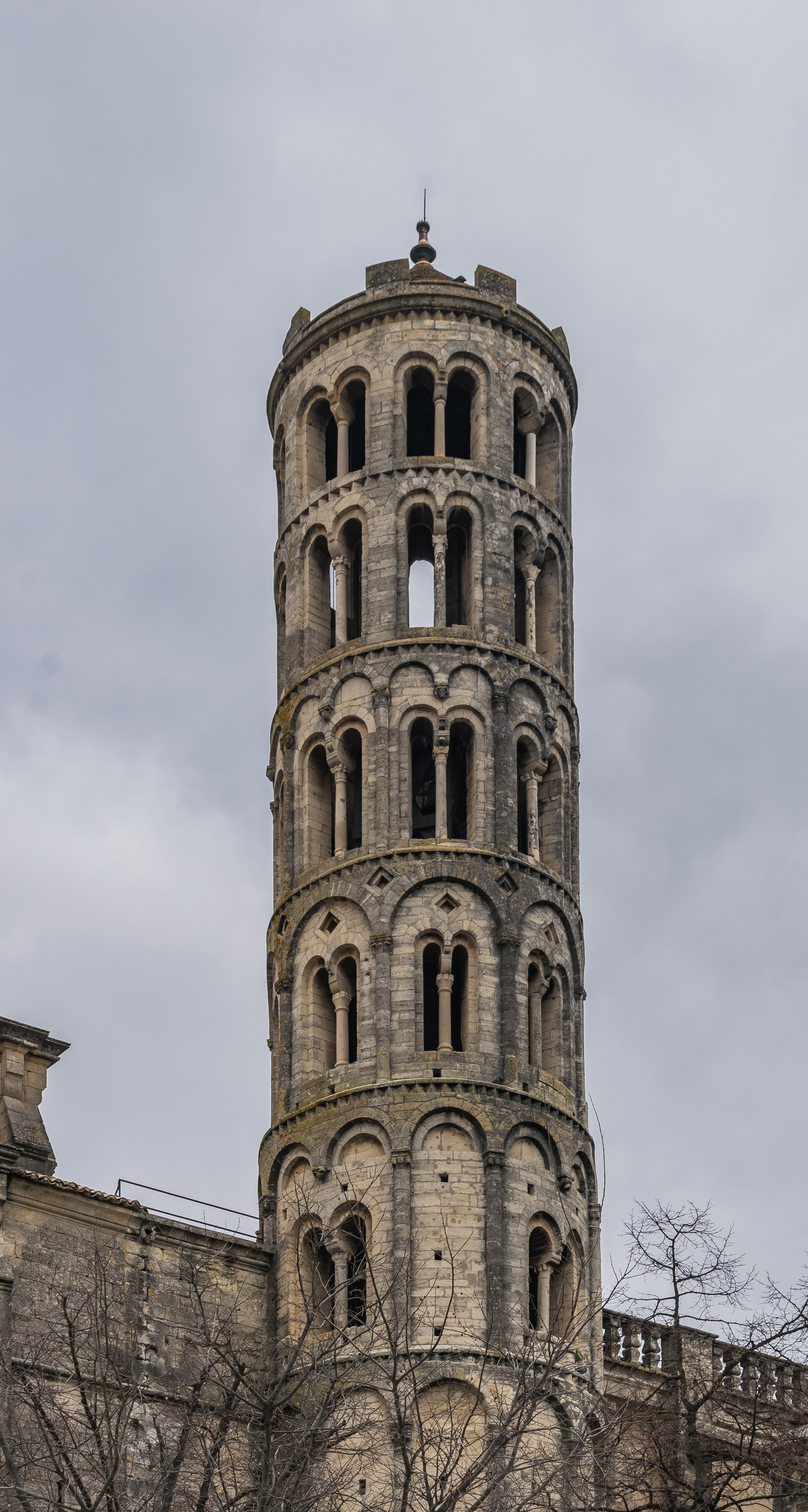
La tour Fenestrelle

La tour Fenestrelle haute de 37 mètres est le clocher de la cathédrale Saint-Théodorit d'Uzès. De style roman, bien que fortement mais bien restaurée dans son style originel au XVIIe siècle à la suite des guerres de religion, sa construction remonte au XIIe siècle. Assimilable aux campaniles italiens de style lombard, ce vestige de l'ancienne cathédrale est l'unique exemple en France de clocher rond. Elle doit tout simplement son nom aux nombreuses baies géminées qui rythment ses étages. Sa toiture est réalisée en tuiles vernissées jaunes et vertes. Avec le palais ducal, elle est un des symboles de la ville d'Uzès.

### Les cloches
La cathédrale possède une sonnerie de quatre cloches de volée dont les trois plus grosses se trouvent dans la tour Fenestrelle.
- Cl 1 - Sol 3 - 789 kg - fondue en 1810

- Cl 2 - Yvona-Anna-Maria-Aloysia-Julia : Si b 3 - 427 kilos, fondue en 1932 par Paccard, fondeur à Annecy

- Cl 3 - Jeanna-Magdalena-Ferdinanda-Clementia : Do 4 - 192 kilos, fondue en 1932 par Paccard, fondeur à Annecy

- Cl 4 : Mi 4 - 110 kilos, fondue en 1600

Cette cloche se trouve dans un clocheton situé, sur la gauche, au-dessus de la façade ouest.

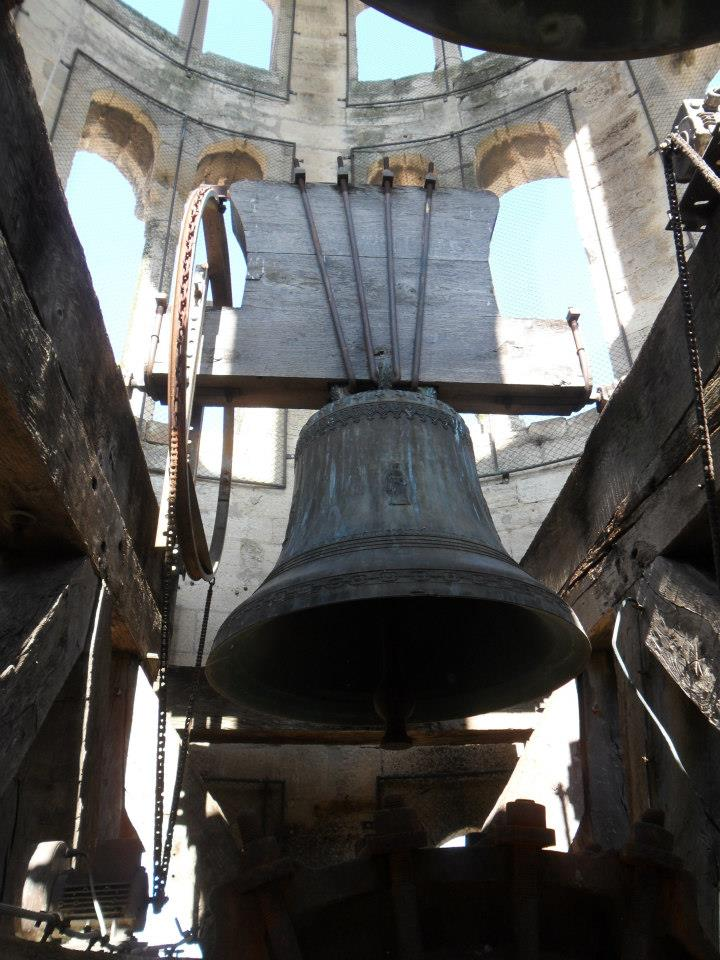
Une des 3 cloches de la tour Fenestrelle